# Fermí, Aule, Eumaqui i Longí de Vivièrs
|  | Per a altres significats, vegeu «Sant Fermí». |

Fermí de Viviers (Viviers?, s. V - començament del s. VI), el seu fill Aule i els seus successors Eumaqui i Longí (mort ca. 680) foren bisbes de Viviers al final del segle vi i durant els tres primers terços del VII. Són venerats com a sants per diverses confessions cristianes.

## Biografia
Cap al 585, Guntram de Borgonya envaí la Septimània i assolà terres com el Vivarès on, a més, el 590 començà una greu epidèmia de pesta. Llavors era bisbe de Viviers Fermí, que havia succeït Euqueri de Vivièrs. Era de noble família gal·loromana i ben educat, casat amb Aula, i amb un fill, Aule, que després el succeí en la seu episcopal. Fermí donà els seus béns a l'Església de la ciutat, per atendre les necessitats pròpies i dels fidels.
Aule el succeí cap al 610 i fou conegut per la seva eloqüència i caritat envers els necessitats. En morir (ca. 650), començà a ésser venerat pel seu poble, i les seves restes, en una capella als afores de la ciutat, foren traslladades a la catedral, on foren destruïdes durant les guerres de religió del segle xvi.
Fou succeït per Eumaqui, també model de virtut i caritat, i com Aule, molt estimat pels seus fidels. El seu successor Longí visqué una nova invasió, ara dels visigots de Wamba, cap al 673.